# كأس الأردن 2008–09
كأس الأردن 2008-09، هي النسخة الثلاثون من بطولة كأس الأردن لكرة القدم منذ أن انطلقت لأول مرة عام 1980. فاز في هذه البطولة نادي الوحدات بعد تغلبه على نادي شباب الأردن بنتيجة 3-1 بالأشواط الإضافية، بعد أن انتهى شوطي المباراة بالتعادل 1-1.

## دور ال 16
| الفريق 1    | المجموع | الفريق 2     | مباراة الذهاب | مباراة الإياب |
| ----------- | ------- | ------------ | ------------- | ------------- |
| البقعة      | 0 - 9   | الأهلي       | 0 - 6         | 0 -3          |
| الحسين      | 5 - 0   | مغير السرحان | 2 - 0         | 3 - 0         |
| الرمثا      | 1 - 2   | الوحدات      | 0 - 1         | 1 - 1         |
| العربي      | 1 - 2   | كفرسوم       | 0 - 0         | 1 - 2         |
| الجزيرة     | 11 - 0  | الكرمل       | 8 - 0         | 3 - 0         |
| الفيصلي     | 3 - 2   | نادي اليرموك | 2 - 2         | 1 - 0         |
| شباب الأردن | 4 - 2   | شباب الحسين  | 0 - 0         | 4 - 2         |
| المنشية     | 4 - 6   | اتحاد الرمثا | 3 - 3         | 1 - 3         |

## الدور ربع النهائي
| الفريق الأول         | إجم. | الفريق الثاني | مباراة الذهاب | مباراة الإياب |
| -------------------- | ---- | ------------- | ------------- | ------------- |
| نادي الجزيرة         | 1-3  | نادي الوحدات  | 1-2           | 0-1           |
| Al Ittihad Al Ramtha | 2-4  | نادي البقعة   | 2-2           | 0-2           |
| نادي شباب الأردن     | 6-3  | Kufer Soom    | 6-1           | 0-2           |
| النادي الفيصلي       | 3-2  | Al Hussein    | 2-2           | 1-0           |

## الدور نصف النهائي
| الفريق الأول | إجم.      | الفريق الثاني    | مباراة الذهاب | مباراة الإياب |
| ------------ | --------- | ---------------- | ------------- | ------------- |
| نادي البقعة  | 1-2       | نادي شباب الأردن | 1-1           | 0-1           |
| نادي الوحدات | 1-1 (3-1) | النادي الفيصلي   | 0-1           | 1-0           |

## الدور النهائي
| Jordan FA Cup 2008-09 Winners |
| ----------------------------- |
| نادي الوحدات للمرة 7th        |